# Roberto Gomes Pedrosa
Roberto Gomes Pedrosa (Rio de Janeiro, 8 juni 1913 - aldaar, 6 januari 1954) was een Braziliaanse voetballer. 

## Biografie
Hij begon zijn carrière als zeventienjarige bij Botafogo. De vorige keer dat Botafogo kampioen was geworden was voor de geboorte van Roberto, maar samen met enkele andere goede sterspelers als Carvalho Leite en Nilo won de club dat jaar de titel in het Campeonato Carioca. Hij verdrong doelman Germano van de eerste plaats. Van 1932 tot 1934 werd hij opnieuw kampioen met Botafogo en maakte dan de overstap naar Estudantes Paulista uit São Paulo, dat in 1938 opgeslorpt werd door São Paulo FC.
Hij werd geselecteerd voor het WK 1934. Er was dat jaar geen groepsfase, maar directe uitschakeling, waardoor hij slechts één wedstrijd op het WK zou spelen. Spanje versloeg hen met 3-1. Op 3 juni van dat jaar speelde het team nog een vriendschappelijke wedstrijd tegen Joegoslavië, waar ze met 4-8 de boot ingingen. Hierna speelde hij nog achttien officieuze interlands, niet tegen landen, maar tegen clubs.
Na zijn spelerscarrière bleef hij aan het werk bij São Paulo en werd er in 1946 voorzitter. Van 1967 tot 1970 werd het Torneio Roberto Gomes Pedrosa gespeeld, dat naar hem vernoemd werd en die de Braziliaanse landskampioen afleverde.